# Jean Œcolampade
Jean Husschin, ou Johannes Häusgen, dit Œcolampade, né 1482 à Weinsberg dans l'électorat palatin et mort le 23 novembre 1531 à Bâle en Suisse est un réformateur, humaniste et prédicateur suisse-allemand.

## Biographie
Johannes Hausschein naît en 1482 à Weinsberg dans le Palatinat, dans une famille de bourgeois. De 1499 à 1506, il étudie le droit à Bologne, puis la théologie, le grec ancien et l'hébreu à Heidelberg, Tübingen et Stuttgart.
De 1506 à 1508, il est précepteur princier à Mayence. Il reçoit les sacrements en 1510 et devient curé de l'église Saint-Jean de Weinsberg. Mais ses homélies, favorables à l'augustinisme, lui attirent des difficultés et il doit quitter Weinsberg. Ses études à Tübingen, Stuttgart et Heidelberg l'ont fait remarquer des humanistes Johannes Reuchlin, Philipp Melanchthon et Wolfgang Capiton, par lesquels il découvre les écrits de Luther. À partir de la fin de l'année 1515, rémunéré par l'imprimeur Jean Froben, il collabore à Bâle avec Érasme à l'édition du Nouveau Testament en grec. Il est nommé curé à Bâle en 1515 puis à Augsbourg en 1518.
En 1522 il rejoint le groupe d'humanistes à l'Erbenburg autour de Sickingen. En 1523, à Bâle, au contact d'Œcolampade, Guillaume Farel fortifie sa doctrine luthérienne. Œcolampade s'implique dans la Réforme protestante en Suisse. De 1526 à 1528, il dirige le parti protestant aux disputes de Bade et de Berne. En 1523 il entreprend des commentaires bibliques à l'université.

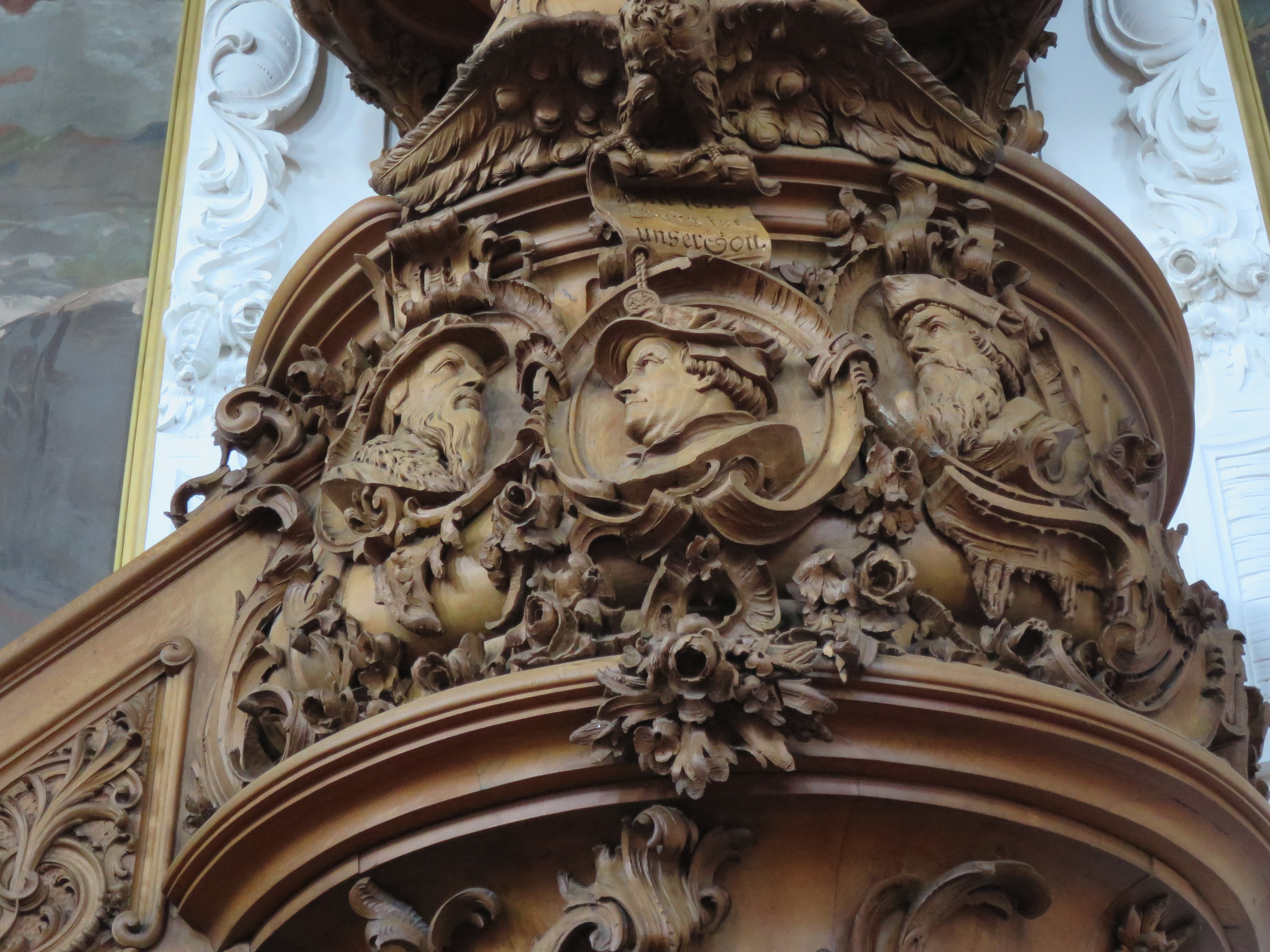
Portraits des réformateurs de la Suisse Jean Calvin, Ulrich Zwingli et Œcolampade, sur la chaire du temple réformé de Horgen, 1890

En 1525 il devient pasteur à l'église Saint-Martin de Bâle et achemine la ville vers l'adoption de la Réforme. En 1529, il s'impose comme le chef de la Réforme et devient pasteur de la cathédrale et chef de l'église bâloise. Dans le même temps, le Français Jean Calvin réforme Genève, Zurich est réformé par Ulrich Zwingli. Œcolampade crée des presbytères laïcs et se sépare des luthériens par une conception différente de la Cène.
En 1529, il participe au Colloque de Marbourg, aidé du réformateur Martin Bucer, pour tenter de rapprocher les positions réformée et luthérienne sur la présence du Christ dans l’eucharistie. Malgré une déclaration qui prenait acte des convictions communes, la division de la famille protestante en branches indépendantes est actée et ne trouvera une résolution qu'en 1973 dans la Concorde de Leuenberg.
Il prend une part active à l'implantation de la Réforme à Ulm, Memmingen ainsi qu'à Biberach. Il participe à la conversion des vaudois au protestantisme.